# Merieme Chadid

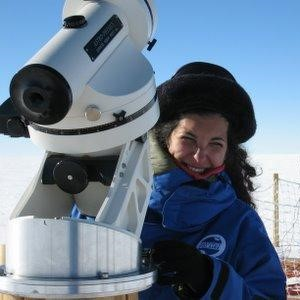
Merieme Chadid (2008)

Merieme Chadid (arabisch مريم شديد, DMG Maryam Šadīd; * 11. Oktober 1969 in Casablanca) ist eine marokkanisch-französische Astronomin und Forscherin.

## Ausbildung
Merieme Chadid schloss ein Physik-Studium an der Hassan-II.-Universität in Casablanca als M.A. ab und promovierte dann 1996 als Ph.D. an der Universität Paul Sabatier in Toulouse mit einer Arbeit, die Hyperschall-Wellen bei Pulsaren beschrieb und erklärte.  2002 wurde sie Mitglied des Conseil national des Astronomes. Sie erwarb den höchsten wissenschaftlichen Abschluss Frankreichs, Habilitation à diriger des recherches, an der Université Nice-Sophia-Antipolis in Nizza. An der Harvard Kennedy School durchlief sie mehrere Qualifikationen für Führungskräfte.

## Karriere
Nach ihrer Ausbildung arbeitete Merieme Chadid bei der französischen Forschungseinrichtung Centre national de la recherche scientifique. 2005 führte sie ihre erste Expedition in die Antarktis durch mit dem Auftrag, das astronomische Observatorium Dome Charlie im Herzen der Antarktis zu installieren.
Im Auftrag der Europäischen Südsternwarte in Chile war sie entscheidend an der Installation des Very Large Telescope am Paranal-Observatorium in der chilenischen Atacama-Wüste beteiligt.
Aktuell forscht Chadid für die Université Nice-Sophia-Antipolis.
Chadid ist Mitglied der Academy for the Global Teacher Prize und Jury-Mitglied für diese Auszeichnung.

## Auszeichnungen
- 2008 Young Global Leader des Weltwirtschaftsforums.
- 2013 Ernennung zum Offizier des Ordens Ouissam Alaouite durch den marokkanischen König Mohammed VI.[5]
- 2014 Young Leader der France-China Foundation[6]
- 2015 Woman of the Year 2015 in Science[7]
- 2016 Ernennung zur Woman of the Antarctic Wikibomb durch den Wissenschaftlichen Ausschuss für Antarktisforschung (Scientific Committee on Antarctic Research) SCAR

## Privates
Merieme Chadid ist mit dem Astrophysiker Jean Vernin verheiratet und hat zwei Kinder.